# Pablo Aragüés
Pablo Aragüés (Zaragoza, España, 25 de febrero de 1982) es un director de cine, editor y guionista aragonés. 

## Carrera
Pablo Aragüés estudió Publicidad y Relaciones Públicas en la Universidad Complutense de Madrid.
En el año 2013, Pablo Aragüés estrenó en salas comerciales su primer largometraje,Vigilo el camino, un proyecto independiente protagonizado por William Miller.
Dos años más tarde, en 2015, se estrenaba en salas comerciales de todo el país su segundo largometraje Novatos, protagonizado por Emma Suárez y Nicolás Coronado, que actualmente se encuentra en Netflix.
Ha sido jurado del Prix de la Jeunesse del Festival de Cannes, donde también presentó Perceval, filme de corte histórico que narra la búsqueda del Santo Grial por parte de los Caballeros de la Mesa Redonda. En el papel del Rey Arturo, contó con el cantante del grupo de heavy metal inglés Saxon, Biff Byford, y uno de sus temas forma parte de la banda sonora. El cortometraje cosechó varios premios y fue seleccionado en multitud de festivales internacionales.
En formato cortometraje, sus múltiples trabajos han sido seleccionados y premiados en distintos festivales nacionales e internacionales como en el caso de Las 5 muertes de Ibrahim Gonsález, el cortometraje que más reconocimiento le ha proporcionado, sumando más de una veintena de premios y menciones especiales, como la recogida en el Festival de Málaga.
Actualmente Pablo Aragüés está inmerso en su próximo largometraje, Para entrar a vivir protagonizado por Bárbara Goenaga y Gorka Otxoa, que cuenta con la participación especial de Luisa Gavasa, Kira Miró y Jorge Usón. La película se rodó en Zaragoza en 2021 y se encuentra en proceso de posproducción.

## Filmografía

### Largometrajes
- Para entrar a vivir. Estreno en cines 4 de noviembre de 2022.
- Novatos. Estreno en cines 6 de noviembre de 2015. Disponible en Netflix
- Vigilo el camino. Estreno en cines 22 de noviembre de 2013. Disponible en Filmin

### Documentales
- Land of Opportunity. Siniestro Total 3D (2012)
- Road to Wacken. 3D Estreno en cines 2 de abril de 2011

### Mediometrajes
- Noches Rojas.  (2007)
- Ya es tarde. (1996)

### Cortometrajes
- Runners (2020)
- Los ojos del bosque (2019)
- Only Guilt Pulls More Triggers. En 3D (2011)
- Luz (2010)
- Cogiendo el ritmo. Shot Motion. (2009)
- Ne pourrais échapper de tes fantômes. Shot Motion (2009)
- Las 5 muertes de Ibrahim Gonsález.  Shot Motion (2009)
- Perceval  (2007)
- El autoestopista  (2005)
- Huida a toca teja  (2004)
- Samurai  (2003)
- Parking  (2003)
- Tras los pasos de Alcázar  (2002)
- Jinetes en la tormenta  (2001)
- Caleidoscopio  (2001)
- Rodaje Perfecto  (2001)
- El barril de amontillado  (2000)
- Teléfono móvil: Volamos hacia Moscú  (2000)
- Hay días mejores que otros  (1999)
- Crescendo (1999)
- ¡Yo tengo el poder!  (1999)
- Un parque con vistas  (1998)
- La cima del mundo  (1997)

### Series para Internet
- Bustamante. Uno de los nuestros (2008)
- Porta. En boca de tantos  (2008)
- Girl TV.  (2008)
- Hunter Z Top. (2005)

### Videoclips
- Holocausto Cube. (2013)
- Strong Enough Slick. (2013)
- Marionetas Esparatrapo. (2013)
- Estando contigo David Sancho. Sancho&Swing (2012)
- Puedes Volar. Luis Papo Márquez (2011)
- Instinto Animal. Mercury Rex (2011)
- Fausto(3D). Atland (2011)
- Marboré. Atland (2011)
- La Paz Mundial (3D). Siniestro Total (2011)
- Just a Lie. Neuman (2010)
- Dance for me. Slick. (2010)
- Vivir(3D). China Chana.  (2010)
- Torpe y Libre. Frutas y Verduras.  (2010)
- Batallions of steel. (3D). Saxon.  (2009)
- Param All Star (3D). Frutas y Verduras.  (2009)
- El latido del Rock n’ Roll. Antihéroes.  (2009)
- Nuestro momento. Frutas y Verduras.  (2008)
- Pudo ser. Lírica expresiva.  (2004)

### Conciertos en Directo
- Violadores del Verso Vivir para Contarlo en 3D (2011)
- Wacken Open Air (3D)  (2010)
- Vinilove Festival. (3D)  (2010)
- Violadores del Verso + SA.  (2008)
- Saxon. Inner Sanctum.  (2008)
- El canto del loco / Fito y Fitipaldis / Marea / Melendi. Pilares Zaragoza. (2005)

## Actualidad
Actualmente Pablo Aragüés está inmerso en su próximo largometraje, Para entrar a vivir protagonizado por Bárbara Goenaga y Gorka Otxoa, que cuenta con la participación especial de Luisa Gavasa, Kira Miró y Jorge Usón. La película se rodó en Zaragoza en 2021 y se encuentra en proceso de posproducción.